# 马克·爱德华兹
马克·爱德华兹（英語：Mark Edwards，？—），新西兰男子高山滑雪运动员。他曾代表新西兰参加1984年冬季残疾人奥林匹克运动会高山滑雪比赛，获得男子滑降LW3级铜牌。